# Гресько Юрій Петрович
Ю́рій Петро́вич Гресько (нар. 26 лютого 1969) — колишній перший заступник Голови Державної прикордонної служби України, генерал-лейтенант.

## Життєпис
Народився 26 лютого 1969 року в с. Концеба Савранського району Одеської області Української РСР.
В 1991 році закінчив Вище прикордонне військове училище.
З 1991 по 1992 рік — заступник начальника застави в Закавказькому прикордонному окрузі. У 1992—1996 роках — служба в підрозділах органів охорони державного кордону Державної прикордонної служби України.
У 1996—1998 роках — навчання в Академії Прикордонних військ України.
З 1998 по 2015 рік — служба в органах охорони державного кордону Державної прикордонної служби України.
У 2015–16 роки — на посаді першого заступника начальника регіонального управління — начальника штабу Західного регіонального управління Державної прикордонної служби України.
У 2016—1917 роках — на посаді першого заступника начальника регіонального управління — начальника штабу Північного регіонального управління Державної прикордонної служби України.
З 2017 по 2019 рік — директор департаменту охорони державного кордону Державної прикордонної служби України.
Від квітня до серпня 2019 року — перший заступник Голови Державної прикордонної служби України.
Учасник бойових дій під час проведення антитерористичної операції на Сході України.
Одружений, має сина.